# Championnat de Sao Tomé-et-Principe de football 2017
Navigation
Édition précédente Édition suivante
La saison 2017 du Championnat de Sao Tomé-et-Principe de football est la 32e édition du championnat de première division nationale. La compétition se déroule de façon parallèle sur les deux îles (São Tomé et Principe) puis le premier de chaque île s'affrontent lors de la finale nationale, disputée en matchs aller et retour. Il y a un système de promotion-relégation pour le championnat de São Tomé alors que sur Principe, les six clubs existants disputent chaque saison la compétition.
C'est le club d'UDRA, champion de São Tomé, qui remporte la compétition cette saison après avoir battu en finale le représentant de Principe, GD Os Operários. C'est le second titre de champion de São Tomé-et-Principe de l'histoire du club après celui remporté en 2014. UDRA réussit même le doublé en s'imposant en finale de la Taça Nacional face à Porto Real.

## Participants
- Île de São Tomé :
  - Sporting Clube da Praia Cruz
  - FC Neves - Promu de D2
  - UDRA
  - Vitória Riboque
  - Folha Fede
  - Caixão Grande
  - Aliança Nacional
  - UD Correia
  - UDESCAI - Promu de D2
  - Inter Bom-Bom
  - Agrosport FC
  - Trindade FC
- Île de Principe :
  - Sporting Clube do Principe
  - GD Os Operários
  - UDAPB
  - FC Porto Real
  - GD Primeiro de Maio
  - GD Sundy

## Compétition

### Classement
Le classement est établi sur le barème de points classique (victoire à 3 points, match nul à 1, défaite à 0). Pour départager les égalités, on tient d'abord compte de la différence de buts générale, puis du nombre de buts marqués, puis des confrontations directes.
| Rang | Équipe                        | Pts | J  | G  | N | P  | Bp | Bc | Diff |
| ---- | ----------------------------- | --- | -- | -- | - | -- | -- | -- | ---- |
| 1    | UDRAC                         | 46  | 22 | 13 | 7 | 2  | 47 | 20 | +27  |
| 2    | Sporting Clube da Praia CruzT | 40  | 22 | 11 | 7 | 4  | 49 | 28 | +21  |
| 3    | Caixão Grande                 | 39  | 22 | 11 | 6 | 5  | 40 | 37 | +3   |
| 4    | FC NevesP                     | 34  | 22 | 10 | 4 | 8  | 35 | 34 | +1   |
| 5    | Folha Fede                    | 34  | 22 | 9  | 7 | 6  | 36 | 24 | +12  |
| 6    | Aliança Nacional              | 33  | 22 | 9  | 6 | 7  | 26 | 27 | -1   |
| 7    | Trindade FC                   | 28  | 22 | 7  | 7 | 8  | 38 | 41 | -3   |
| 8    | Vitória Riboque               | 26  | 22 | 6  | 8 | 8  | 29 | 29 | 0    |
| 9    | Inter Bom-Bom                 | 23  | 22 | 7  | 2 | 13 | 27 | 43 | -16  |
| 10   | Agrosport FC                  | 22  | 22 | 6  | 4 | 12 | 31 | 41 | -10  |
| 11   | UD Correia                    | 21  | 22 | 5  | 6 | 11 | 26 | 37 | -11  |
| 12   | UDESCAIP                      | 15  | 22 | 3  | 6 | 13 | 26 | 49 | -23  |

| Rang | Équipe                     | Pts | J  | G  | N | P  | Bp | Bc | Diff |
| ---- | -------------------------- | --- | -- | -- | - | -- | -- | -- | ---- |
| 1    | GD Os Operários            | 46  | 20 | 14 | 4 | 2  | 60 | 18 | +42  |
| 2    | FC Porto Real              | 42  | 20 | 12 | 6 | 2  | 74 | 19 | +55  |
| 3    | Sporting Clube do Principe | 35  | 20 | 11 | 2 | 7  | 58 | 39 | +19  |
| 4    | UDAPB                      | 25  | 20 | 8  | 1 | 11 | 38 | 54 | -16  |
| 5    | GD Primeiro de Maio        | 14  | 20 | 4  | 2 | 14 | 32 | 70 | -38  |
| 6    | GD Sundy                   | 10  | 20 | 3  | 1 | 16 | 25 | 87 | -62  |

|  | Qualification pour la finale nationale                                             |
|  | Relégation directe en Segunda Divisão                                              |
|  | T : Tenant du titre C : Vainqueur de la Taça Nacional P : Promu de Segunda Divisão |

### Finale nationale
| Équipe 1 | Résultat | Équipe 2        | Aller | Retour |
| -------- | -------- | --------------- | ----- | ------ |
| UDRA     | 5 - 1    | GD Os Operários | 2 - 0 | 3 - 1  |

## Bilan de la saison
| Championnat de Sao Tomé-et-Principe de football 2017 |                   |
| Champion                                             | UDRA (2e titre)   |
| Coupes et trophées                                   |                   |
| Vainqueur de la Coupe de Sao Tomé-et-Principe 2017   | UDRA              |
| Qualifications continentales                         |                   |
| Ligue des champions de la CAF 2018                   | Aucun             |
| Coupe de la confédération 2018                       | Aucun             |
| Promotions et relégations                            |                   |
| Promus en Primeira Divisão de São Tomé               | Sporting São Tomé |
| Promus en Primeira Divisão de São Tomé               | 6 de Setembro     |
| Relégués en Segunda Divisão de São Tomé              | UD Correia        |
| Relégués en Segunda Divisão de São Tomé              | UDESCAI           |